# Данска на Европском првенству у атлетици у дворани 1970.
Данска је учествовала на 1. Европском првенству у дворани 1970 одржаном у Бечу, Аустрија, 14. и 15. марта. У првом учешћу на европским првенствима у дворани репрезентацију Данске представљало је четворо спортиста (2 мушкарца и 2 жене) који су се такмичили у 4 дисциплине (2 мушке и 2 женске).
На овом првенству Данска није освојила ниједну медаљу. У табели успешности према броју и пласману такмичара који су учествовали у финалним такмичењима (првих 8 такмичара) Данска је са једним учесником у финалу и два бода делила 20 место са Италијом  и Чехословачком, од 23 земље које су имале представнике у финалу.
| Плас. | Земља  | 1. место | 2. место | 3. место | 4. место | 5. место | 6. место | 7. место | 8. место | Бр. финал. - Бод. |
| ----- | ------ | -------- | -------- | -------- | -------- | -------- | -------- | -------- | -------- | ----------------- |
| 20.   | Данска | −        | −        | −        | −        | −        | −        | 1−2      | −        | 1-2               |

## Учесници
| Бр. | Дисциплина | Мушкарци            | Жене               | Укупно |
| --- | ---------- | ------------------- | ------------------ | ------ |
| 1.  | 60 м       | Серин Виго Педерсен | Елсе Хадруп        | 2      |
| 2.  | 800 м      |                     | Анелисе Дам-Олесен | 1      |
| 3.  | 3.000 м    | Јерн Лауерборг      |                    | 1      |
|     | Укупно (4) | 2                   | 2                  | 4      |

## Резултати

### Мушкарци
| Атлетичар           | Дисциплина | Лични рекорд | Квалификације | Квалификације | Полуфинале           | Полуфинале           | Финале               | Финале  | Детаљи |
| Атлетичар           | Дисциплина | Лични рекорд | Резултат      | Место         | Резултат             | Место                | Резултат             | Место   | Детаљи |
| ------------------- | ---------- | ------------ | ------------- | ------------- | -------------------- | -------------------- | -------------------- | ------- | ------ |
| Серин Виго Педерсен | 60 м       |              | 7,0           | 6. у гр. 2    | Није се квалификовао | Није се квалификовао | Није се квалификовао | 16 / 17 |        |
| Јерн Лауерборг      | 3.000 м    |              | 8:03,1        | 4 у гр 1      |                      |                      | 7:58,2 ЛР            | 7. / 13 |        |

### Жене
| Атлетичарка        | Дисциплина | Лични рекорд | Квалификације | Квалификације | Полуфинале | Полуфинале | Финале                | Финале      | Детаљи |
| Атлетичарка        | Дисциплина | Лични рекорд | Резултат      | Место         | Резултат   | Место      | Резултат              | Место       | Детаљи |
| ------------------ | ---------- | ------------ | ------------- | ------------- | ---------- | ---------- | --------------------- | ----------- | ------ |
| Елсе Хадруп        | 60 м       |              | 7,7           | 3. у гр. 3 КВ | 7,6        | 5. и пф. 1 | Није се квалификовала | 8 / 16 (31) |        |
| Анелисе Дам-Олесен | 800 м      |              | 2:14,5        | 1. у гр. 1    |            |            | Није се квалификовао  | 9 / 11      |        |